# Araberopstanden
Araberopstanden (arabisk: الثورة العربية; Ath-Thawra al-`Arabīya; moderne tyrkisk: Arap İsyanları) var et oprør på Arabien og i Levanten mod det Osmanniske Rige mellem 1916 og 1918. Det var en del af Mellemøstenfelttoget under 1. verdenskrig. Opstanden blev indledt af Husayn ibn Ali, sharif af Mekka og leder for den arabiske Banū Hashim-stamme, for at opnå arabisk uafhængighed fra osmannerne og at oprette en arabisk stat, som strakte sig fra Aleppo i Syrien til Aden i Yemen.
Oprøret endte med et osmannisk nederlag og Ententemagternes sejr i verdenskrigen, og de tyrkiske områder i Mellemøsten blev hovedsagelig gjort til britiske og franske mandatområder under Folkeforbundet. Araberne, som deltog i oprøret, følte sig forrådt, da de allieredes planer om at dele de "frigjorte" tyrkiske områder mellem sig blev kendt.

## Baggrund
Nationalismens fremvækst hos de forskellige nationaliteter under Det osmanniske rige går tilbage til 1821 og Den græske uafhængighedskrig. Den arabiske nationalisme havde rødder i Mashriq, den arabiske region øst for Egypten og nord for Den arabiske halvø, særlig i ash-Shām-regionen. Før 1. verdenskrig var de arabiske nationalister generelt politisk moderat orienterede.
Den 3. juli 1908 havde reformgrupperne inden for Ungtyrkerne begyndt en revolution, som hurtigt spredte sig gennem imperiet og førte til, at sultanen Abd-ul-Hamid 2. erklærede, at 1876-grundloven skulle genindføres, og at parlamentet igen skulle samles. De følgende år er blevet kendt som den anden grundlovsperiode i Det osmanniske Rige. Arabernes krav var reformistiske og hovedsagelig begrænset til krav om selvstyre, større brug af arabisk i uddannelsen og forandringer i rigets værnepligtssystem i fredstid for arabere, så de kunne tjenestegøre lokalt i den osmanniske hær.
Ved 1908-parlamentsvalget formåede ungtyrkerne gennem deres Union- og fremskridtskomité at få overtaget over deres modstandere, som blev ledet af prins Sabahaddin. Komiteen var tilsyneladende mere liberal, stærkt britisk inspireret og stod nærmere sultanen. Det nyvalgte parlament bestod af 142 tyrkere, 60 arabere, 25 albanere, 23 grækere, 12 armenere, fem jøder, fire bulgarere, tre serbere og én vlak. Inden for det osmanniske parlament fokuserede komiteen på centraliserings- og moderniseringsprogrammer. Arabisk nationalisme var endnu ikke en massebevægelse, ikke engang i Syrien hvor bevægelsen stod stærkest. Mange arabere var først og fremmest loyale mod deres religion, sekt, stamme eller deres egne regeringer. Videre blev arabernationalismen stærkt udfordret af ideologier som osmanisme og panislamisme.
De arabiske parlamentsmedlemmer støttede Modkuppet i 1909, som havde som mål at afvikle grundloven og genindføre monarkiet med Abdul Hamid 2. Den afsatte sultan forsøgte at få stillingen som kalif tilbage ved at stoppe Ungtyrkernes sekulære politik, men han blev derefter tvunget i eksil i Selanik af 31. marts-hændelsen og blev erstattet af sin broder Mehmed 5.
I 1913 mødtes arabiske intellektuelle og politikere fra Mashreq i Paris på den første araberkongres. Der fremsatte de en række krav om større selvstyre inden for det osmanniske rige og igen om at arabiske værnepligtige i den osmanniske hær ikke måtte tjenestegøre i andre regioner undtagen i krigstid.

## Styrkerne
Det er blevet anslået, at omkring 5.000 arabiske soldater tog del i oprøret, men dette tal er sandsynligvis kun de regulære styrker, som kæmpede i den britiske feltmarskal Edmund Allenbys hovedarmé og ikke de irregulære styrker under Thomas Edward Lawrence og Faysal ibn al-Husayn. Et par gange specielt under de sidste kampe i Syrien voksede tallet betydeligt. Mange arabere var sporadisk med i oprøret, ofte under et felttog eller da kampene nåede deres hjemegn. For eksempel bestod den arabiske styrke i begyndelsen af Akaba-raidet af et par hundrede mænd, som senere fik støtte af over tusind irregulære soldater fra lokale stammer, som slog sig sammen med dem før det endelige angreb på Akaba. Skøn over, hvor stor sharif Husayns effektive styrke var, varierer, men han havde nok op til 30.000 soldater under det meste af 1918.
Tidligt under oprøret bestod Husayns styrker hovedsagelig af beduiner og andre nomadeørkenstammer, som kun var svagt allierede med ham og mere loyale mod deres egne stammer end mod oprøret. Faisal håbede, at han kunne overtale de arabiske soldater i den tyrkiske hær, til at gøre mytteri og deltage i oprøret, men den tyrkiske regering havde sendt de fleste af de arabiske soldater til fronten, og dermed kom kun få arabiske mytterister i begyndelsen med i oprøret før de senere felttog.
Araberopstandens hovedbidrag til verdenskrigen var at holde flere tusind tyrkiske soldater bundne, som ellers ville kunne have angrebet Suezkanalen. Det gjorde, at briterne kunne udføre operationer i Mellemøsten, da tyrkerne havde små muligheder for at gå til modangreb. Det var det, som var briternes retfærdiggørelse for at starte oprøret, som blev et klassisk eksempel på asymmetrisk krigsførelse, som har siden blev studeret af både historikere og og militære ledere.

## Oprøret

### Juni-september 1916: Indledning
Det osmanniske rige kæmpede i Mellemøstenfelttoget under 1. verdenskrig på grund af deres alliance med Kejserriget Tyskland. Mange arabiske nationalistledere i Beirut og Damaskus var blevet arresteret og tortureret. På grund af tyrkerne og deres allierede, centralmagternes undertrykkelse af araberne indgik sharif Husayn som leder for de arabiske nationalister omkring 8. juni 1916 (den faktiske dato er ukendt) en alliance med Storbritannien og Frankrig. En mystisk, ung arabisk løjtnant i den tyrkiske hær, Muhammed Sharif al-Faruqi, hjalp til med at gøre alliancedannelsen lettere.
Briterne forsøgte under 1. verdenskrig at alliere sig med saudiyyah-staten Najd under kong Abdul Aziz As-Sa'ud, som var hashemiternes senere kongerige (som de oprettede med Husayn som konge efter slaget om Mekka i 1916 at have sejret over Hejaz' fjender), og de lå i næsten kontinuerlig krig med disse for at samle Den arabiske halvø. Alligevel indgik briterne Darin-traktaten med Najd i 1915, hvor saudiernes land blev et britisk protektorat mod, at Najd skulle gå i krig mod osmannernes allierede Ar-Rashid og fik derfor stor støtte af briterne, men As-Sa'ud gjorde ikke dette før i 1920, og to år senere erobrede han Rashid-riget.
Husayn havde omtrent 50.000 bevæbnede soldater, men under 10.000 af deme havde rifler. Tegn, som tydede på, at osmannerne ville afsætte Husayn ved krigens afslutning, gjorde, at han udvekslede breve med den britiske højkommissær Henry McMahon, som overtalte ham til at tro at hans støtte til tripelententen ville blive belønnet med et arabisk rige med hele området mellem Egypten og Persien med undtagelse af britiske besætninger og interesseområder i Kuwait, Aden og på den syriske kyst. De franske-britiske marinestyrker havde ryddet Det Røde Hav for osmanniske kanonbåde tidligt under krigen. Den 10. juni 1916 angreb 3.500 arabere havnebyen Jeddah støttet af britiske krigsskibe og søfly, og seks dage senere overgav den osmanniske garnison sig. I slutningen af september 1916 havde de arabiske styrker indtaget kystbyerne Rabegh, Yanbu og Qunfida og med støtte fra Royal Navy taget 6.000 osmanniske soldater til fange. 15.000 godt udstyrede osmanniske soldater befandt sig nu i Hejaz-regionen. I oktober blev de arabiske styrker slået tilbage med store tab i et direkte angreb mod Medina.

### Oktober-december 1916: T.E. Lawrence
De britiske myndigheder i Egypten sendte den unge kaptajn Thomas Edward Lawrence for at samarbejde med araberne i oktober 1916. Lawrence fik støtte fra marinen for at slå et osmannisk angreb tilbage mod Yanbu i december. Lawrence vigtigste indsats i opstanden blev at overtale de arabiske ledere, Husayns sønner Faysal og Abd Allāh ibn al-Husayn, til at samordne deres angreb med den britiske strategi. Han overtalte araberne til ikke at drive osmannerne ud af Medina, som derefter blev belejret af Husayns styrker helt til januar 1919, men i stedet angribe Hijaz-jernbanen ved mange anledninger. Dette bandt endnu flere tyrkiske soldater, som måtte beskytte jernbanen og reparere de konstante skader.
Kystbyen Al Wajh blev base for angrebene på Hijaz-jernbanen. Den 3. februar 1917 begyndte Faysal at rykke nordover langs kysten til Det Røde Hav med 5.100 dromedarryttere, 5.300 fodsoldater, fire Krupp-bjergkanoner, ti maskingeværer og 380 bagagedromedarer. Den britiske marine forsynede ham med stadig nye forsyninger på hans march til Wajh. Mens den 800 mand store osmanniske garnison forberedte sig på et angreb syd fra, angreb et landgangsparti bestående af 400 arabere og 200 britiske blåjakker Wajh nord fra den 23. januar 1917. Efter 36 timer overgav garnisonen sig, og osmannerne opgav deres fremrykning mod Mekka, som araberne havde erobret i juli 1916, og fokuserede i stedet på at opbygge en forsvarsposition i Medina og placere spredte afdelinger langs Hijaz-jernbanen. Den arabiske styrke var vokset til omkring 70.000 mand bevæbnede med 28.000 rifler og inddelt i tre hovedafdelinger. Husayns styrke truede Medina, mens 'Abd Allāh opererede med Wadi Ais som base og angreb osmanniske kommunikationslinjer og tog deres forsyninger, og Faysal baserede sin styrke i Wajh. Arabiske angrebsgrupper bestående af dromedarryttere kunne slå til inden for en effektiv radius på 1.600 km, og de bar sin egen mad mens de tog vand fra et brøndsystem med ca. 160 km mellem hver brønd.

### 1917: Slaget om Akaba
I 1917 organiserede Lawrence et samordnet angreb med de arabiske irregulære styrker og styrker under Auda ibu Tayi, som indtil da havde været i osmanernes tjeneste, mod havnebyen Akaba i det sydlige Jordan i det, som er blevet kendt som slaget om Akaba. Akaba var den eneste havn ved Det Røde Hav, som osmannerne fortsat kontrollerede, og den truede den højre flanke for den egyptiske ekspeditionsstyrke, som beskyttede Egypten og var beredt på at gå ind i Palæstina. Hvis Akaba blev indtaget, ville det gøre det lettere at bringe forsyninger til de arabiske oprørsstyrker. Lawrence og Auda forlod Wajh den 9. maj 1917 med en styrke på kun 40 mand for at rekruttere en mobil dromedarstyrke fra Howeitat-stammen i Syrien. Den 6. juli blev Akaba indtaget efter et landangreb, hvor araberne kun mistede få mænd. Lawrence red de 240 km til Suez for at organisere den britiske marines forsyninger til 2.500 arabere og 700 osmanner, som var blevet taget til fange efter slaget om Akaba. Kort tid senere blev byen besat af en stor fælles britisk-fransk flåde med krigsskibe og fly, og som hjalp araberne med at sikre deres okkupation af byen.
Senere på året igangsatte arabiske krigere flere små raids mod osmanniske stillinger for at støtte general Edmund Allenbys vinterangreb på Gaza-Beersheba-forsvarslinjen i slaget om Beersheba den 31. oktober 1917. Allenbys sejr var den direkte årsag til, at britiske styrker kunne indtage Jerusalem i december.

### 1918: Øget allieret støtte og afslutningen på oprøret
Da Akaba var faldet, var også mange andre officerer kommet med i Faysals felttog. Mange britiske officerer og rådgivere ledede af oberstløjtnant S.F. Newcombe og Charles E. Wilson ankom for at forsyne araberne med rifler, sprængstof, morterer og maskingeværer. Støtten inkluderede kun sporadisk artilleri, eftersom briterne selv havde lidt, selv om Faysal havde flere bjergkanon-batterier ledet af den franske kaptajn Pisani i det afgørende Megiddo-felttog, da araberne havde slået sig sammen med en stor fransk-britisk-armensk hær. Egyptiske og indiske styrker støttede nu også oprøret, hovedsagelig som maskingeværskytter og specialtropper. Oprøret blev også tildelt flere panserbiler. Royal Flying Corps støttede arabernes operationer og den hovedsagelig australske Imperial Camel Brigade samarbejdede også med araberne en kort tid. Et lille kontingent franske soldater slog sig også sammen med araberne, men araberne havde en hovedsagelig fjendtlig holdning til franskmændene på grund af, at Frankrig ikke lagde skjul på landets imperialistiske ambitioner i Syrien.
Under Lawrece, Wilson og andres ledelse indledte araberne et ret vellykket felttog mod Hejaz-jernbanen, hvor de tog militært udstyr fra tyrkerne, ødelagde tog og -skinner og bandt flere tusinder osman-tyrkiske tropper. Selv om angrebene i sig selv havde en blandet succes, opnåede de deres hovedmål, som var at binde tyrkiske soldater og isolere Medina. I februar 1918 formåede Lawrences arabiske styrker at besejre en stor tyrkisk styrke i landsbyen At-Tafilah i et af de største enkeltslag under opstanden, hvor tyrkerne mistede over tusind mand mod arabernes 40.
I 1918 voksede det arabiske kavaleris styrke, da det nu så ud som om sejren var inden for rækkevidde, og de formåede at informere Allenbys hær om osmannernes stillinger. De angreb også osmanniske forsyningskolonner og små garnisoner og ødelagde jernbanelinjer. En stor sejr fandt sted den 27. oktober, da en tyrkisk-tysk brigade, som flygtede fra Mezerib, blev næsten helt ødelagt efter et slag med de arabiske styrker nær landsbyen Tafas, som tyrkerne havde plyndret under deres tilbagetog. Det var delvis på grund af disse angreb, at slaget om Megiddo, Allenbys sidste offensiv, blev en overvældende succes. Den osmanniske hær blev knust mellem 19. september og 1. oktober 1918. Allenby roste Faysal for hans soldaters indsats under slaget og hævdede, at det var på grund af deres samlede anstrengelse, at den tyrkiske hær flygtede.
De første arabiske styrker, som nåede Damaskus, var Sharif Nasirs hashemit-kavaleri og kavaleriet fra Ruwallah-stammen ledet af Nuri Sha'lan. De ankom til byen den 30. september. De fleste soldater forblev uden for bymuren for at vente på Sharif Faysals ankomst, men et lille kontingent fra hæren var taget ind i byen, og der så de, at araberoprørets flag allerede var blevet hejst af arabiske nationalister blandt byboerne. Senere den dag ankom australske kavalerister fra Australian Light Horse, som marcherede ind i Damaskus, og den følgende dag red Audi ibu Tayi og TE Lawrence ind i byen. Ved krigens afslutning havde den egyptiske ekspeditionsstyrke erobret Palæstina, Transjordan, Libanon, dele af den arabiske halvø og det sydlige Syrien. Medina, isoleret fra resten af Det Osmanniske Rige, overgav sig endelig i januar 1919.

## Efterspil
Storbritannien var i McMahon–Hussein-korrespondancen fra 1915-1916 gået med til at støtte arabisk uafhængighed, hvis araberne gjorde oprør mod Det Osmanniske Rige. De to sider tolkede løftet på hver sin måde, og desuden havde Storbritannien og Frankrig efter forhandlinger frem og tilbage indgået en aftale, som gik imod de arabiske interesser og delte dele af Mellemøsten mellem de to stormagter i Sykes-Picot-aftalen fra 1916. Oven i var der forvirring omkring Balfour-deklarationen i 1917, som lovede støtte til et jødisk "nationalt hjem" i Palæstina.
Freden i Sèvres endte med, at der blev oprettet britiske og franske mandatområder under Folkeforbundet, som senere blev uafhængige. Mange arabere følte sig forrådte af deres britiske og franske allierede, som de følte havde lovet dem en uafhængig arabisk storstat. Sharif Husayns sønner Faysal og Abd Allāh blev senere konger i hvert sit land: Irak og Transjordan. Faysal var også blevet udnævnt af en nationalkongres til konge af Syrien i 1920, men blev drevet ud af landet af franskmændene samme år. I Hejaz-regionen på Den arabiske halvø blev oprettet et uafhængigt kongedømme under sharif Husayns ibn Ali, men i 1926 blev kongedømmet, nu isoleret og opgivet af briterne, som var gået over til at støtte saudi-familien, erobret af Najd-kongedømmet under Abdul Aziz As-Sa'ud, som også havde erobret Ar-Rashid i 1920. Landene indgik først i en union, før de endelig blev slået sammen i en stat, som omfattede størstedelen af den arabiske halvø; Det saudiske kongedømme Arabien ("Sa'udi Arabien") med Ibn Sa'ud som konge. Dette blev afslutningen på hashemiternes 600 år lange styre over islams hellige byer.